# Liste der Nummer-eins-Hits in Spanien (1973)
Diese Liste enthält alle Nummer-eins-Hits in Spanien im Jahr 1973. Es gab in jenem Jahr 21 Nummer-eins-Singles.

| | Liste der Nummer-eins-Hits in Spanien | Liste der Nummer-eins-Hits in Spanien | Liste der Nummer-eins-Hits in Spanien                                | 1974 →                    |
| \| Zeitraum \| Wo. ges. \| Interpret \| Titel Autor(en) \| Zusätzliche Informationen \| \| (Zeitraum, Wochen auf Platz eins, Interpret, Titel, Autor[en], zusätzliche Informationen) \| \| \| \| \| \| ----------------------------------------------------------------------------------------- \| -------- \| -------------- \| -------------------------------------------------------------------- \| ------------------------- \| \| 23. Oktober 1972 – 11. Februar 1973 16 Wochen \| 16 \| Andy Williams \| Speak Softly Love Larry Kusik, Nino Rota \| – \| \| 12. Februar 1973 – 18. Februar 1973 1 Woche \| 1 \| Lynsey de Paul \| Sugar Me \| – \| \| 19. Februar 1973 – 1. April 1973 6 Wochen \| 6 \| Camilo Sesto \| Amor… Amar Camilo Blanes \| – \| \| 2. April 1973 – 8. April 1973 1 Woche \| 1 \| Roberto Carlos \| Un Gato en la Oscuridad Giancarlo Bigazzi, Toto Savio \| – \| \| 9. April 1973 – 15. April 1973 1 Woche \| 1 \| Paul McCartney \| Hi, Hi, Hi Paul McCartney, Linda McCartney \| – \| \| 16. April 1973 – 6. Mai 1973 3 Wochen \| 3 \| Albert Hammond \| It Never Rains in Southern California Albert Hammond, Mike Hazlewood \| – \| \| 7. Mai 1973 – 20. Mai 1973 2 Wochen (insgesamt 4) \| 4 \| Mocedades \| Eres Tú Juan Carlos Calderón \| – \| \| 21. Mai 1973 – 27. Mai 1973 1 Woche (insgesamt 2) \| 2 \| Santabárbara \| Charly \| – \| \| 28. Mai 1973 – 10. Juni 1973 2 Wochen \| 2 \| Demis Roussos \| Velvet Mornings \| – \| \| 11. Juni 1973 – 17. Juni 1973 1 Woche (insgesamt 2) \| 2 \| Santabárbara \| Charly \| – \| \| 18. Juni 1973 – 1. Juli 1973 2 Wochen (insgesamt 4) \| 4 \| Mocedades \| Eres Tú Juan Carlos Calderón \| – \| \| 2. Juli 1973 – 8. Juli 1973 1 Woche (insgesamt 4) \| 4 \| Nino Bravo \| América, América \| – \| \| 9. Juli 1973 – 15. Juli 1973 1 Woche (insgesamt 10) \| 10 \| Fórmula V \| Eva María \| – \| \| 16. Juli 1973 – 5. August 1973 3 Wochen (insgesamt 4) \| 4 \| Nino Bravo \| América, América \| – \| \| 6. August 1973 – 16. September 1973 6 Wochen (insgesamt 10) \| 10 \| Fórmula V \| Eva María \| – \| \| 17. September 1973 – 30. September 1973 2 Wochen \| 2 \| Manolo Escobar \| Y Viva España Leo Rozenstraten \| – \| \| 1. Oktober 1973 – 21. Oktober 1973 3 Wochen (insgesamt 10) \| 10 \| Fórmula V \| Eva María \| – \| \| 22. Oktober 1973 – 4. November 1973 2 Wochen (insgesamt 3) \| 3 \| Suzi Quatro \| Can the Can Mike Chapman, Nicky Chinn, Suzi Quatro \| – \| \| 5. November 1973 – 11. November 1973 1 Woche (insgesamt 2) \| 2 \| Demis Roussos \| Goodbye My Love, Goodbye Leo Leandros, Klaus Munro \| – \| \| 12. November 1973 – 19. November 1973 1 Woche \| 1 \| Emilio José \| Soledad \| – \| \| 19. November 1973 – 25. November 1973 1 Woche (insgesamt 3) \| 3 \| Suzi Quatro \| Can the Can Mike Chapman, Nicky Chinn, Suzi Quatro \| – \| \| 26. November 1973 – 3. Februar 1974 10 Wochen (insgesamt 3) \| 3 \| Camilo Sesto \| Algo Más Camilo Blanes \| – \| |                                       |                                       |                                                                      |                           |
| |                                       |                                       |                                                                      | → 1974 →                  |
| Zeitraum | Wo. ges.                              | Interpret                             | Titel Autor(en)                                                      | Zusätzliche Informationen |
| (Zeitraum, Wochen auf Platz eins, Interpret, Titel, Autor[en], zusätzliche Informationen) |                                       |                                       |                                                                      |                           |
| 23. Oktober 1972 – 11. Februar 1973 16 Wochen | 16                                    | Andy Williams                         | Speak Softly Love Larry Kusik, Nino Rota                             | –                         |
| 12. Februar 1973 – 18. Februar 1973 1 Woche | 1                                     | Lynsey de Paul                        | Sugar Me                                                             | –                         |
| 19. Februar 1973 – 1. April 1973 6 Wochen | 6                                     | Camilo Sesto                          | Amor… Amar Camilo Blanes                                             | –                         |
| 2. April 1973 – 8. April 1973 1 Woche | 1                                     | Roberto Carlos                        | Un Gato en la Oscuridad Giancarlo Bigazzi, Toto Savio                | –                         |
| 9. April 1973 – 15. April 1973 1 Woche | 1                                     | Paul McCartney                        | Hi, Hi, Hi Paul McCartney, Linda McCartney                           | –                         |
| 16. April 1973 – 6. Mai 1973 3 Wochen | 3                                     | Albert Hammond                        | It Never Rains in Southern California Albert Hammond, Mike Hazlewood | –                         |
| 7. Mai 1973 – 20. Mai 1973 2 Wochen (insgesamt 4) | 4                                     | Mocedades                             | Eres Tú Juan Carlos Calderón                                         | –                         |
| 21. Mai 1973 – 27. Mai 1973 1 Woche (insgesamt 2) | 2                                     | Santabárbara                          | Charly                                                               | –                         |
| 28. Mai 1973 – 10. Juni 1973 2 Wochen | 2                                     | Demis Roussos                         | Velvet Mornings                                                      | –                         |
| 11. Juni 1973 – 17. Juni 1973 1 Woche (insgesamt 2) | 2                                     | Santabárbara                          | Charly                                                               | –                         |
| 18. Juni 1973 – 1. Juli 1973 2 Wochen (insgesamt 4) | 4                                     | Mocedades                             | Eres Tú Juan Carlos Calderón                                         | –                         |
| 2. Juli 1973 – 8. Juli 1973 1 Woche (insgesamt 4) | 4                                     | Nino Bravo                            | América, América                                                     | –                         |
| 9. Juli 1973 – 15. Juli 1973 1 Woche (insgesamt 10) | 10                                    | Fórmula V                             | Eva María                                                            | –                         |
| 16. Juli 1973 – 5. August 1973 3 Wochen (insgesamt 4) | 4                                     | Nino Bravo                            | América, América                                                     | –                         |
| 6. August 1973 – 16. September 1973 6 Wochen (insgesamt 10) | 10                                    | Fórmula V                             | Eva María                                                            | –                         |
| 17. September 1973 – 30. September 1973 2 Wochen | 2                                     | Manolo Escobar                        | Y Viva España Leo Rozenstraten                                       | –                         |
| 1. Oktober 1973 – 21. Oktober 1973 3 Wochen (insgesamt 10) | 10                                    | Fórmula V                             | Eva María                                                            | –                         |
| 22. Oktober 1973 – 4. November 1973 2 Wochen (insgesamt 3) | 3                                     | Suzi Quatro                           | Can the Can Mike Chapman, Nicky Chinn, Suzi Quatro                   | –                         |
| 5. November 1973 – 11. November 1973 1 Woche (insgesamt 2) | 2                                     | Demis Roussos                         | Goodbye My Love, Goodbye Leo Leandros, Klaus Munro                   | –                         |
| 12. November 1973 – 19. November 1973 1 Woche | 1                                     | Emilio José                           | Soledad                                                              | –                         |
| 19. November 1973 – 25. November 1973 1 Woche (insgesamt 3) | 3                                     | Suzi Quatro                           | Can the Can Mike Chapman, Nicky Chinn, Suzi Quatro                   | –                         |
| 26. November 1973 – 3. Februar 1974 10 Wochen (insgesamt 3) | 3                                     | Camilo Sesto                          | Algo Más Camilo Blanes                                               | –                         |

Siehe auch: Nummer-eins-Hits 1973 in  Australien, Belgien, Deutschland, Finnland, Frankreich, Irland, Italien, Japan, Kanada, Neuseeland, den Niederlanden, Norwegen, Österreich, der Schweiz, den Vereinigten Staaten und im Vereinigten Königreich.